# WebMuseum
WebMuseum, раніше відомий як WebLouvre, був заснований Ніколя Піохом у Франції в 1994 році, коли він був студентом. Це один із найперших прикладів віртуального музею.
У 1994 році сайт отримав нагороду Best of the Web за «Найкраще використання кількох медіа».

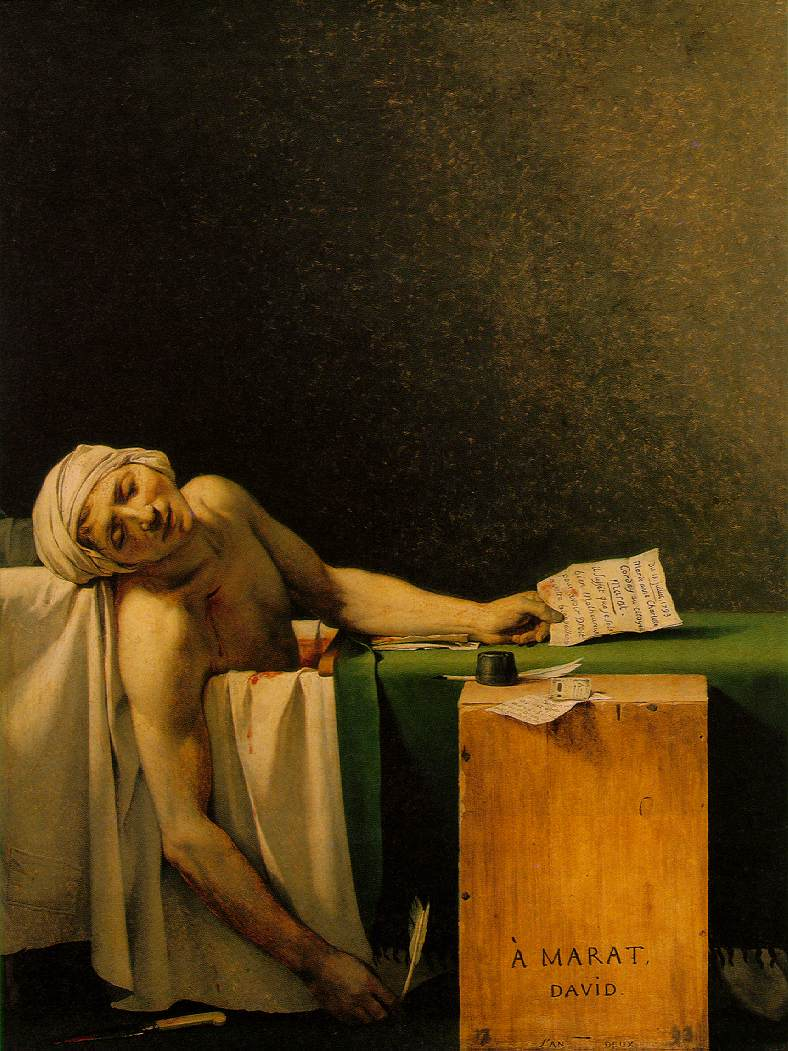
Зображення «Смерті Марата» Жака-Луї Давида, спочатку встановлене в WebMuseum Марком Харденом і Керол Гертен-Джексон.

Коли справжній Лувр дізнався про існування оригінального WebLouvre, його довелося перейменувати на WebMuseum. Однак по всьому світу з'явилося багато сайтів-дзеркал (зокрема в Бразилії, Угорщині, Японії, Мексиці, Норвегії, Польщі, Росії, Великобританії та США), що зробило неможливим повне видалення ресурсу. Попри те, що сайт більше не оновлюється, він досі надає доступ до високоякісних художніх зображень та інформації.
Хоча цей віртуальний музей французького походження, він доступний англійською мовою.